# Bonde da Stronda
Bonde da Stronda és un grup de hip-hop de Rio de Janeiro, Brasil, creat el 2006 per Mr. Thug i Léo Stronda.
A Profecia fou el segon àlbum de Bonde da Stronda, de l'any 2011. Va ser llançat al mercat 2 desembre 2011 per Galerão Records i distribuït per Radar Records. La venda del CD en els en línia es van esgotar en menys de cinc minuts després del llançament.

## Discografia
- Stronda Style (2008)
- Nova Era da Stronda (2009)
- A Profecia (2011)
- Corporação (2012)
- Feito pras Damas (2013)